# Grote Prijs Beeckman-De Caluwé 1972
De 30e editie van de Belgische wielerwedstrijd Grote Prijs Beeckman-De Caluwé werd verreden op 27 juli 1972. De start en finish vonden plaats in Ninove. De winnaar was Pieter Nassen, gevolgd door Ludo Van Der Linden en Luc Van Den Daele.

## Uitslag
| Grote Prijs Beeckman-De Caluwé 1972 |                     |             |      |
| Plaats                              | Naam                | Ploeg       | Tijd |
| Winnaar                             | Pieter Nassen       | Watney-Avia |      |
| 2                                   | Ludo Van Der Linden | Molteni     |      |
| 3                                   | Luc Van Den Daele   | Watney-Avia |      |

1943 · 1944 · 1945 · 1946 · 1947 · 1948 · 1949 · 1950 · 1951 · 1952 · 1953 · 1954 · 1955 · 1956 · 1957 · 1958 · 1959 · 1960 · 1961 · 1962 · 1963 · 1964 · 1965 · 1966 · 1967 · 1968 · 1969 · 1970 · 1971 · 1972 · 1973 · 1974 · 1975 · 1976 · 1977 · 1978 · 1979 · 1980 · 1981 · 1982 · 1983 · 1984 · 1985 · 1986 · 1987 · 1988 · 1989 · 1990 · 1991 · 1992 · 1993 · 1994 · 1995 · 1996 · 1997 · 1998 · 1999 · 2000 · 2001 · 2002 · 2003 · 2004 · 2005 · 2006 · 2007 · 2008 · 2009 · 2010 · 2011 · 2012 · 2013 · 2014 · 2015 · 2016 · 2017 · 2018 · 2019 · 2020 · 2021 · 2022